# Alonso Cano
Alonso Cano (Granada, 1601. március 19. – Granada, 1667. szeptember 3.) spanyol barokk festő, szobrász és építész. Gazdag munkásságának fő színhelye Granada volt. Sokoldalúsága miatt spanyol Michelangelónak nevezik. A granadai festőiskola megalapítójának tartják. 
Nagy művészi hatást fejtett ki Andalúziában és Madridban. Sebastián Herrera Barnuevo festő, szobrász és építész tanítványa volt, viszont az ő tanítványainak tekinthetők Juan de Sevilla, Pedro Atanasio Bocanegra és Juan Niño de Guevara festők, valamint Pedro de Mena és José de Mora szobrászok. 

## Életpályája
1638-tól udvari festő volt Madridban. Miután 1644-ben megvádolták a felesége megölésével, Valenciába menekült. 1652-ben a granadai székesegyház kanonokja lett, ám e tisztségétől nem sokkal később, 1655-ben megfosztották. 1657-ben a granadai székesegyház főépítésze lett. Az ő nevéhez fűződik a székesegyház homlokzatának diadalívszerű kialakítása, továbbá a Magdolna-templom.

## Művei

### Festőként
Alonso Cano a legnagyobb sikerét festőként aratta. Stílusa a sevillai elődökhöz kötődik, mint például [Francesco Pacheco del Rio]]hoz.

#### Legismertebb festményei
- A halott Krisztus,
- Az ülő Madonna (Prado, Madrid),
- Madonna (Sevilla, székesegyház),
- Madonna del Rosario (Málaga, székesegyház)

A budapesti Szépművészeti Múzeumban három bibliai tárgyú képe látható, köztük a Noli meg tangere.

### Építészként
Ő alkalmazta először az oszlopok, pillérek törzsén függő kartust.
Az ő alkotása a granadai Szűz Mária-katedrális (Catedral de Santa María de la Encarnación) nyugati főhomlokzata.

### Szobrászként
Cano a spanyol barokk szobrászat egyik legnagyobb mestere.

## Emlékezete
Róla nevezték el a madridi Alonso Cano metróállomást.

## Képgaléria

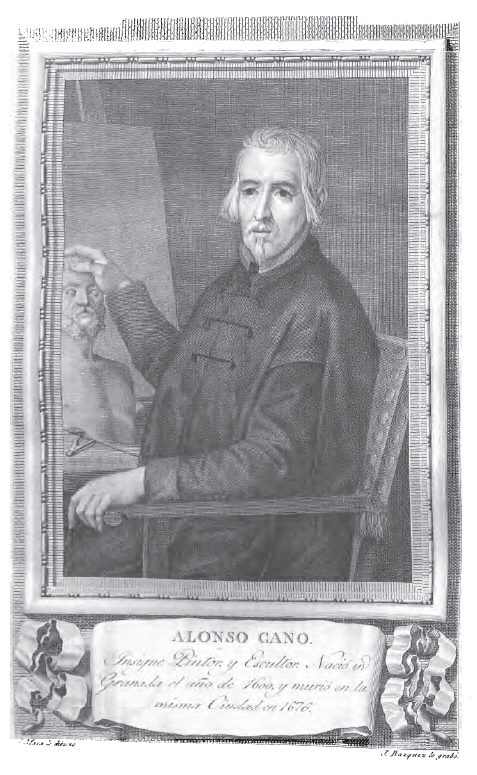
Arcképe
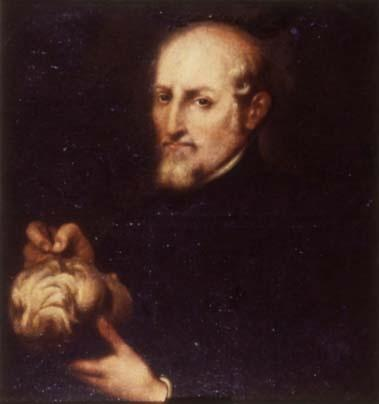
Arcképe
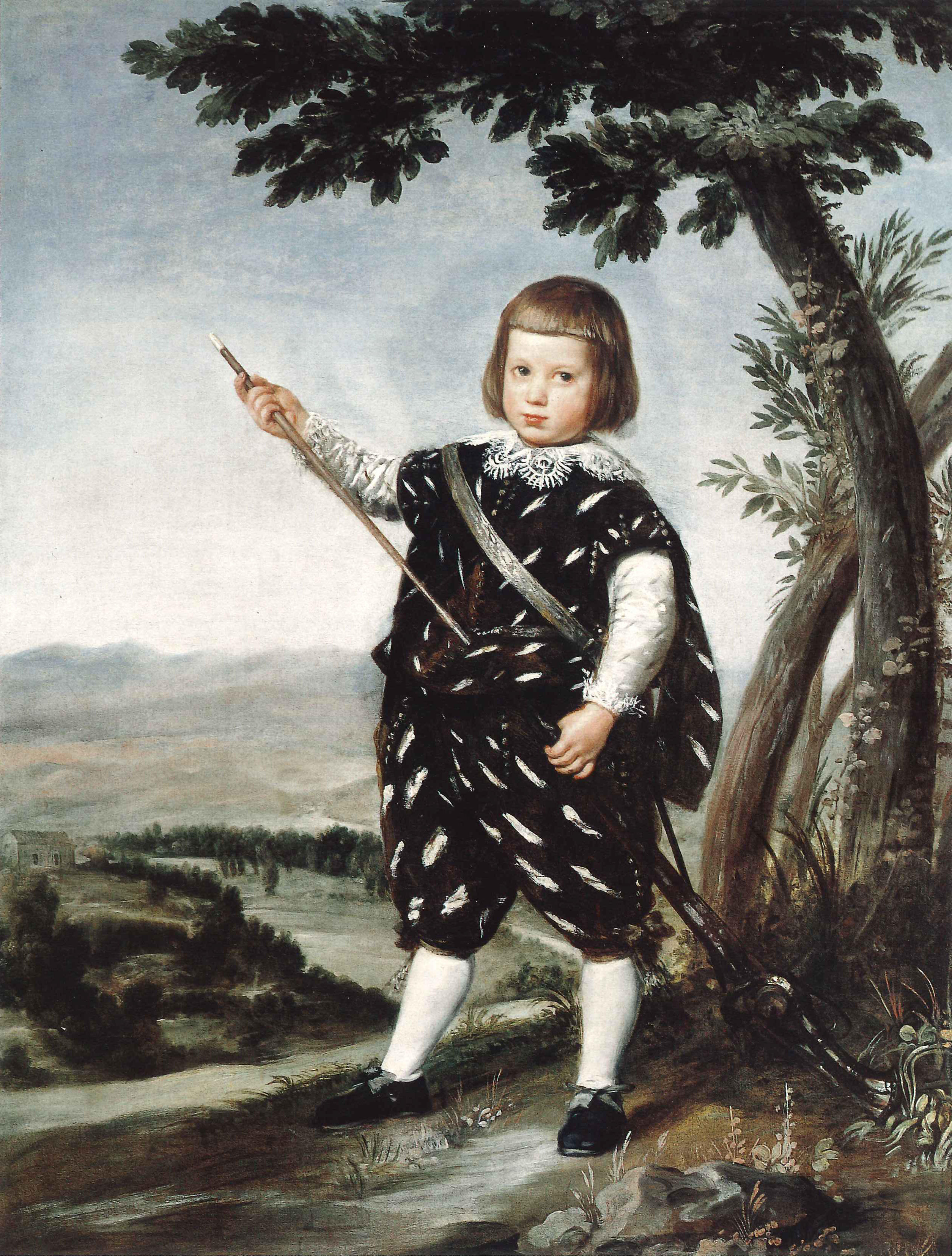
Baltazár Károly herceg arcképe

## Fordítás
Ez a szócikk részben vagy egészben  az   Alonso Cano című spanyol Wikipédia-szócikk fordításán alapul.  Az eredeti cikk szerkesztőit annak laptörténete sorolja fel. Ez a jelzés csupán a megfogalmazás eredetét és a szerzői jogokat jelzi, nem szolgál a cikkben szereplő információk forrásmegjelöléseként.